# Старые Челны (Нурлатский район)
Старые Челны (тат. Иске Чаллы) — село в Нурлатском районе Татарстана. Административный центр Старочелнинского сельского поселения.
Численность населения (2010) — 935 жителей.

## Описание
Расположено на реке Большой Черемшан в 16 км к северо-востоку от Нурлата и в 180 км к юго-востоку от Казани. Имеется тупиковая подъездная дорога к селу с юга, от автодороги Нурлат — Кузайкино. Ближайшая ж.-д. станция находится в Нурлате.
В селе имеются средняя школа, дом культуры, библиотека.

## История
Основано в 1690-х годах под названием Починок Челны. До отмены крепостного права жители относились к категории государственных крестьян. В начале XX века в селе функционировали церковь, земские школа (c 1871 г.) и больница, учреждение мелкого кредита, лавки (чайная, 2 пивные, 1 винная и 7 мелочных). Земельный надел общины составлял 2204 десятины. Ежегодная ярмарка проводилась с 20 по 23 сентября.
До 1920 года село являлось центром Старо-Челнинской волости Чистопольского уезда Казанской губернии. В 1920 году вошло в состав Чистопольского кантона ТатАССР. С 10.08.1930 находится в составе Нурлатского (Октябрьского) района.
Историческая численность населения: в 1782 г. — 187 душ мужского пола, в 1859 г. — 1325, в 1897 г. — 1731, в 1908 г. — 2220, в 1920 г. — 2185, в 1926 г. — 1384, в 1938 г. — 1041, в 1949 г. — 1095, в 1970 г. — 1042, в 1979 г. — 934, в 1989 г. — 919, в 2002 г. — 918 чел.